# André Hazes
André Gerardus Hazes (n. 30 iunie 1951, Amsterdam, Țările de Jos – d. 23 septembrie 2004, Woerden, Utrecht, Țările de Jos) a fost un cântăreț olandez.